# Krickenbecker Seen

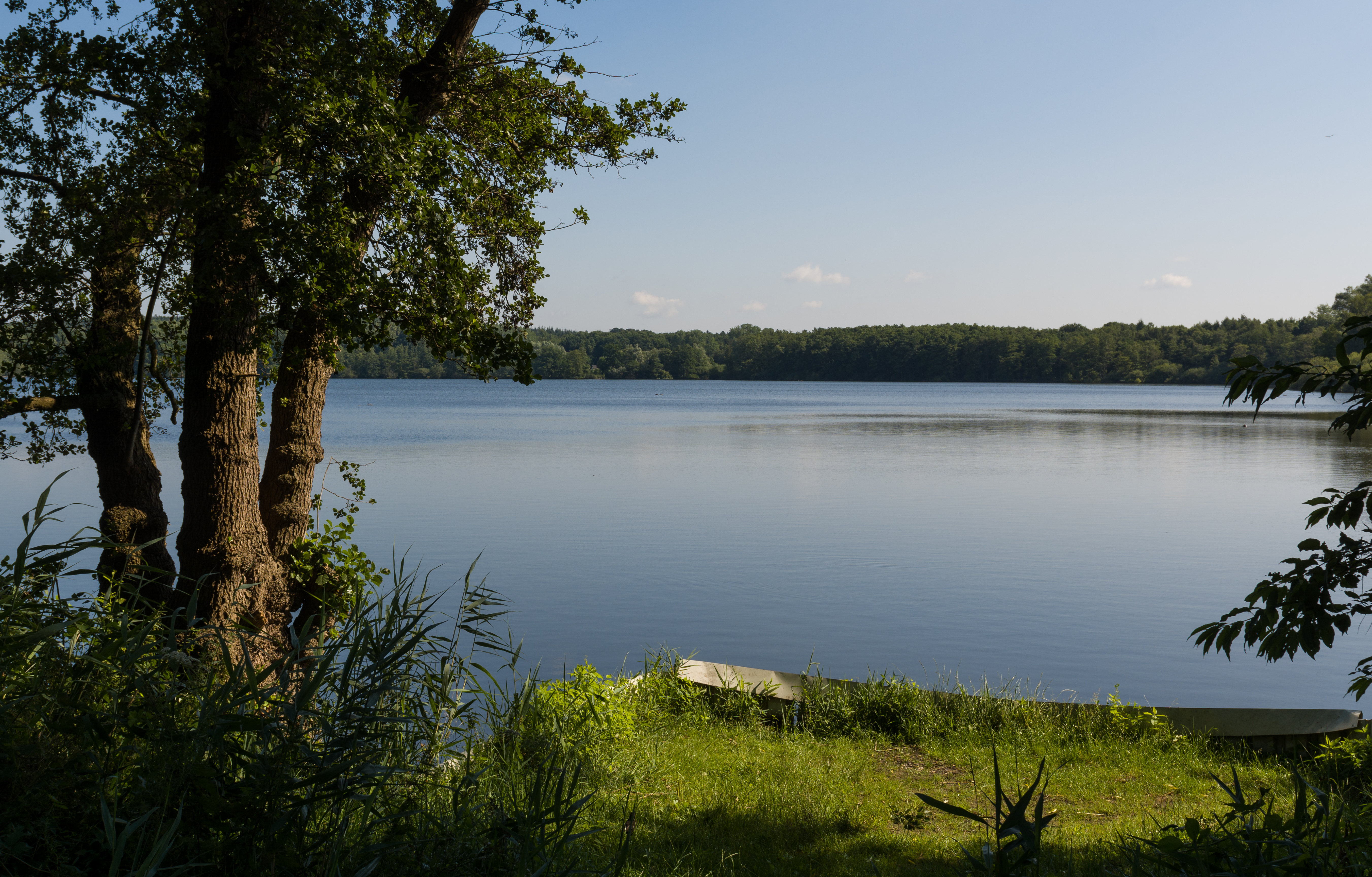
Morgendlicher Blick über den Glabbacher Bruch

Die Krickenbecker Seen sind vier durch Abtorfung von Niedermooren entstandene Seen in Nettetal am linken Niederrhein in Nordrhein-Westfalen. Die heutige Form erhielten sie in der Zeit vom 16. bis zum 19. Jahrhundert durch Torfabbau im großen Stil sowie durch Zuleitung des Flüsschens Nette. 1938 wurde der Bereich der Krickenbecker Seen zum Naturschutzgebiet erklärt (heute NSG VIE-045 „Krickenbecker Seen und Kleiner De Wittsee“).
Im Einzelnen handelt es sich um die Seen Hinsbecker Bruch (Wasserfläche: 37,5 Hektar), Glabbacher Bruch (36,0 ha) sowie die noch etwas älteren Seen Poelvenn (24,5 ha) und Schrolik (15,5 ha). Sie werden teilweise von der Nette und der Renne (Nette) durchflossen. Die Namenszusätze „-Bruch“ und „-Venn“ weisen auf die frühere Ausprägung als Niedermoor bzw. Sumpf hin.
Vom hölzernen Feuerwach-Turm auf den Hinsbecker Höhen hat man einen guten Überblick auf die im Sommer in Teilbereichen mit See- und Teichrosen bedeckten Seen, die von Eichen-Buchen-Wäldern, Erlenbrüchen und Wiesen umrahmt werden. Inmitten der vier Seen, am nächsten gelegen zum Glabbacher Bruch, liegt Schloss Krickenbeck.
Die Seen bieten unter anderem Entenvögeln, Graureihern, Haubentauchern, Rallen und Rohrsängern eine Heimat. Als Pflanzen sind hier neben den Seerosen auch Drachenwurz, Knabenkräuter, Königsfarn und Salomonssiegel zu finden. Fische wie Karpfen, Hechte und diverse Arten von Weißfischen sind zahlreich vertreten.
Am Ostufer des Hinsbecker Bruchs gibt es eine biologische Station mit einer Dauerausstellung.
Dort führt ein stählerner Steg in einigen Metern Höhe über die Uferzone und bietet eine Aussichtsplattform über das Bruch.
Im Naturschutzgebiet befinden sich die Gräben, die Napoleon 1809 und 1810 ausheben ließ (heute Bodendenkmal). Sie sollten Teil des Nordkanals werden, der Venlo an der Maas und Neuss am Rhein verbinden sollte.

## Galerie

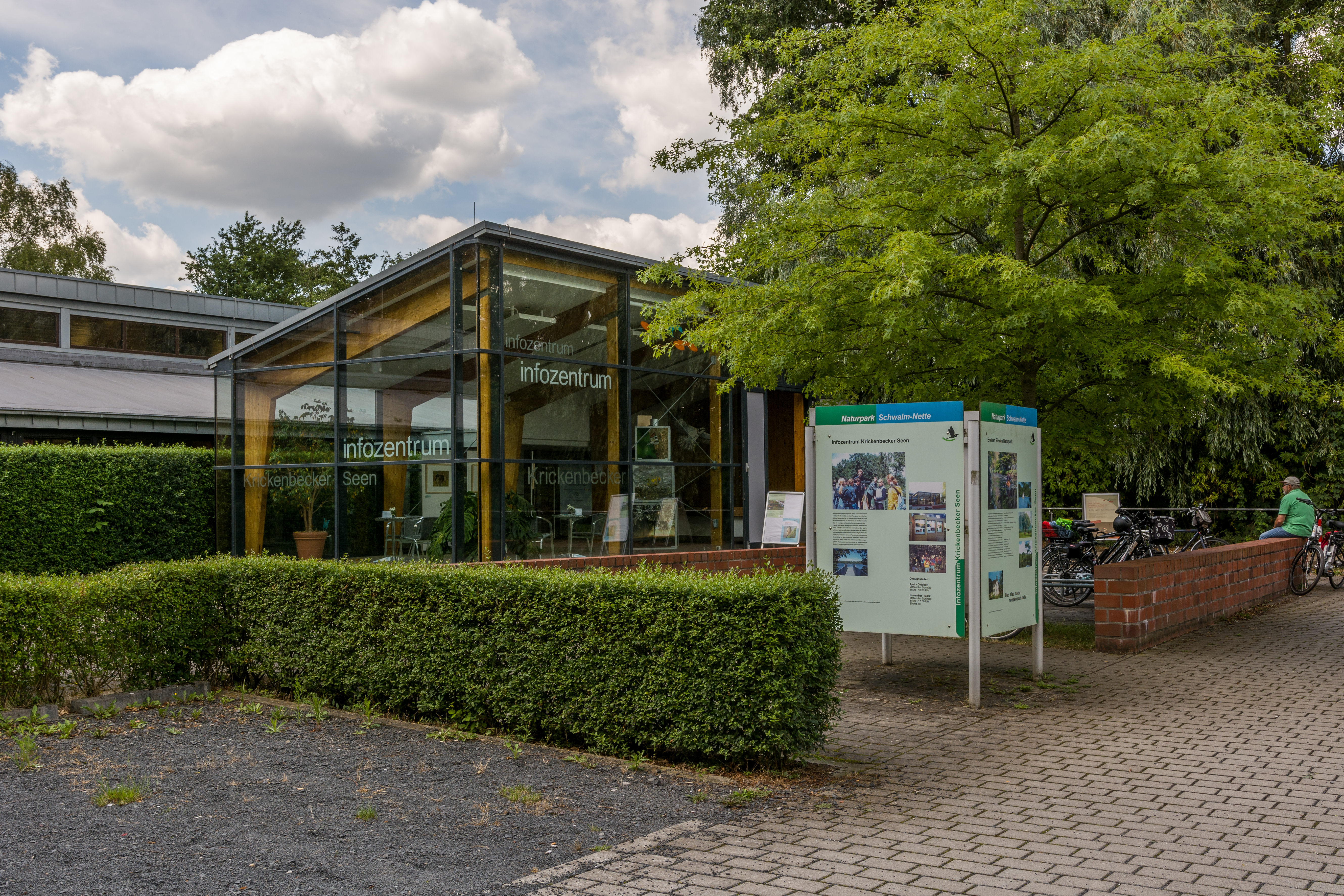
Infozentrum Krickenbecker Seen
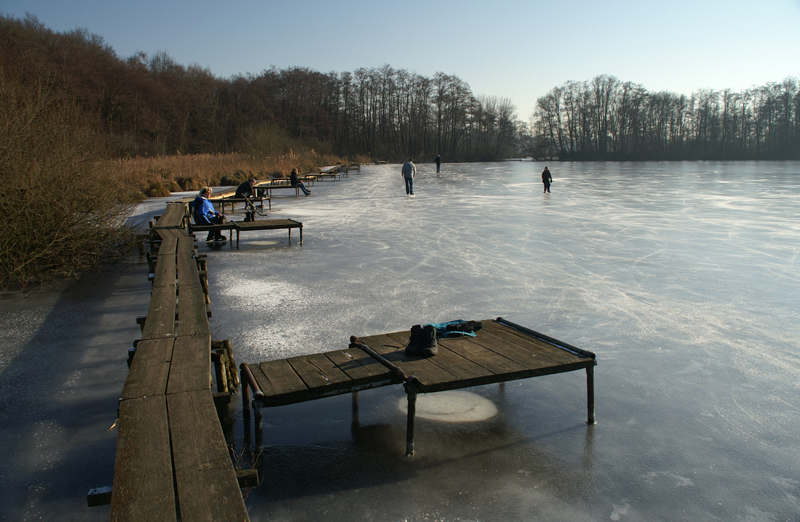
Eislaufen auf dem Poelvenn
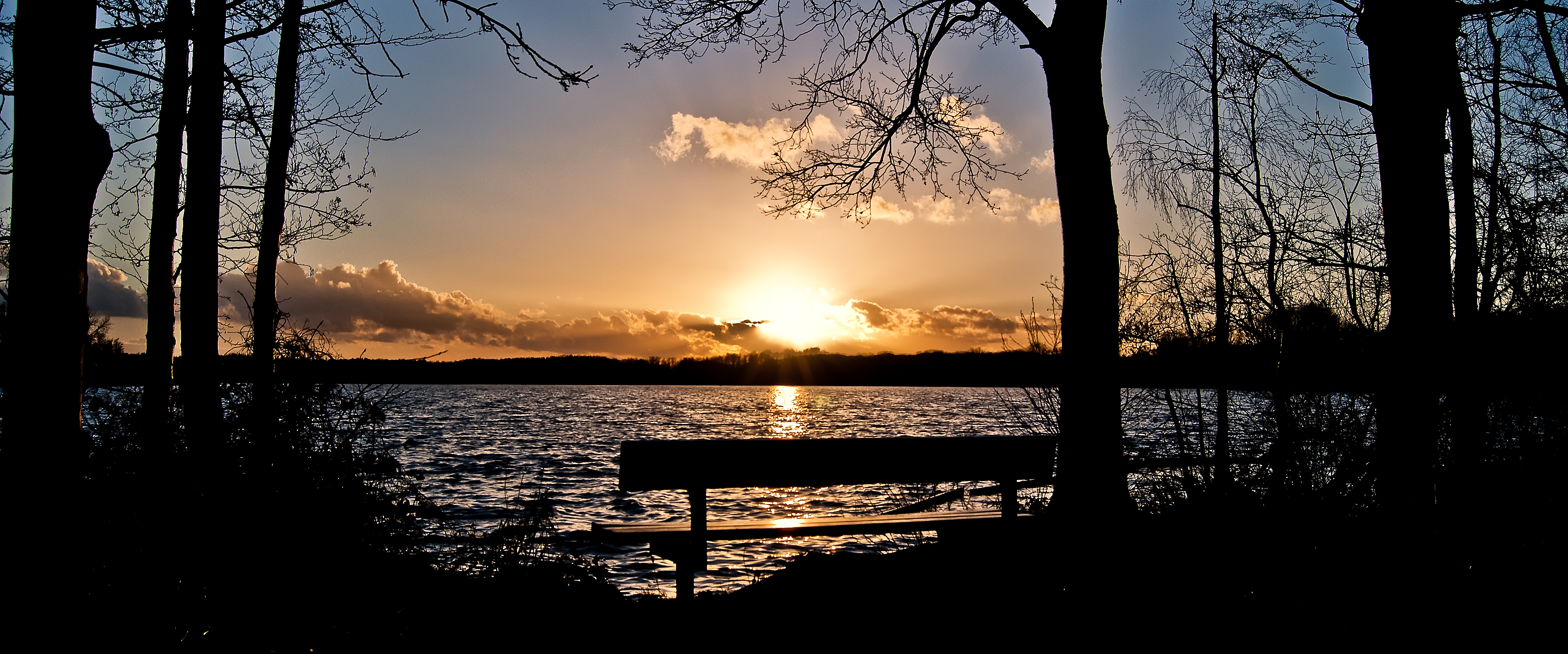
Sonnenuntergang am Hinsbecker Bruch
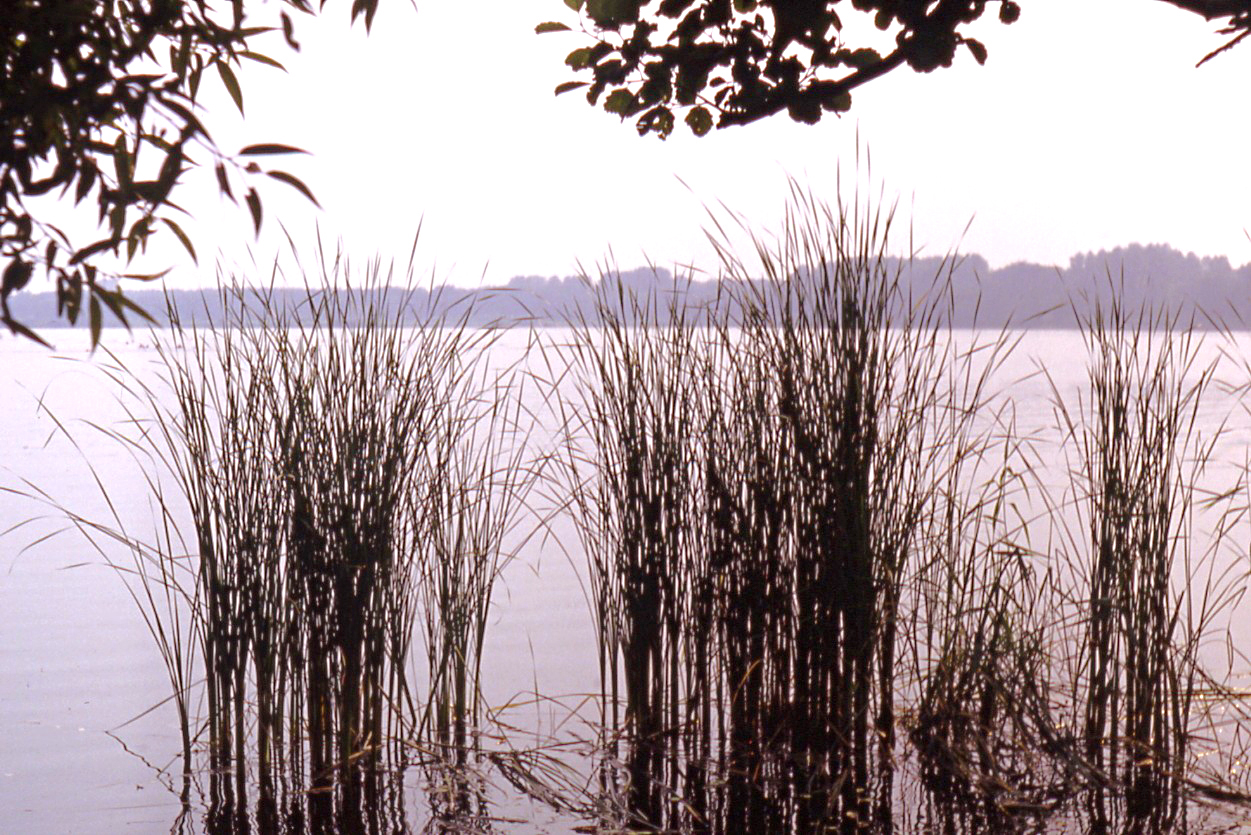
Hinsbecker Bruch
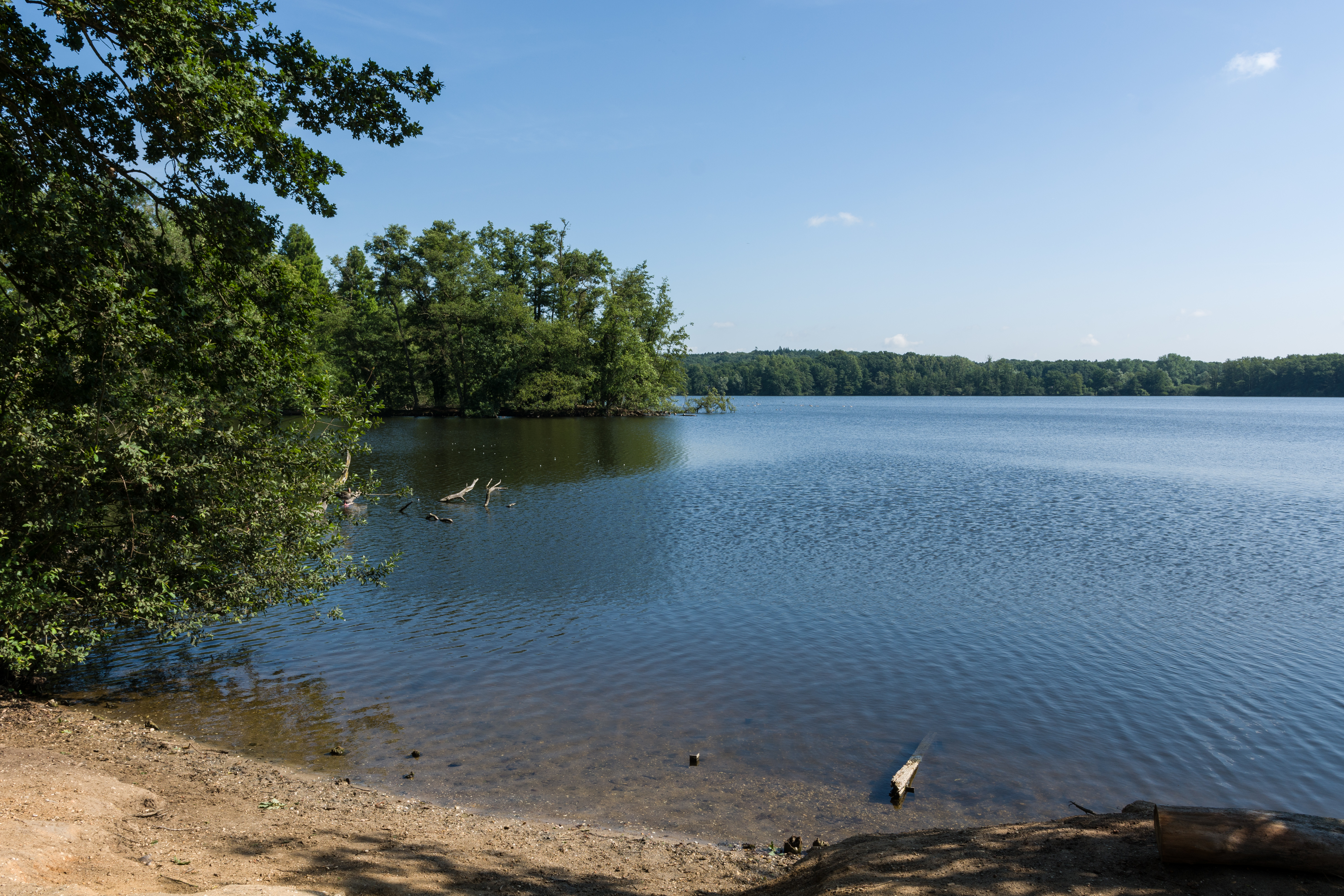
Glabbacher Bruch
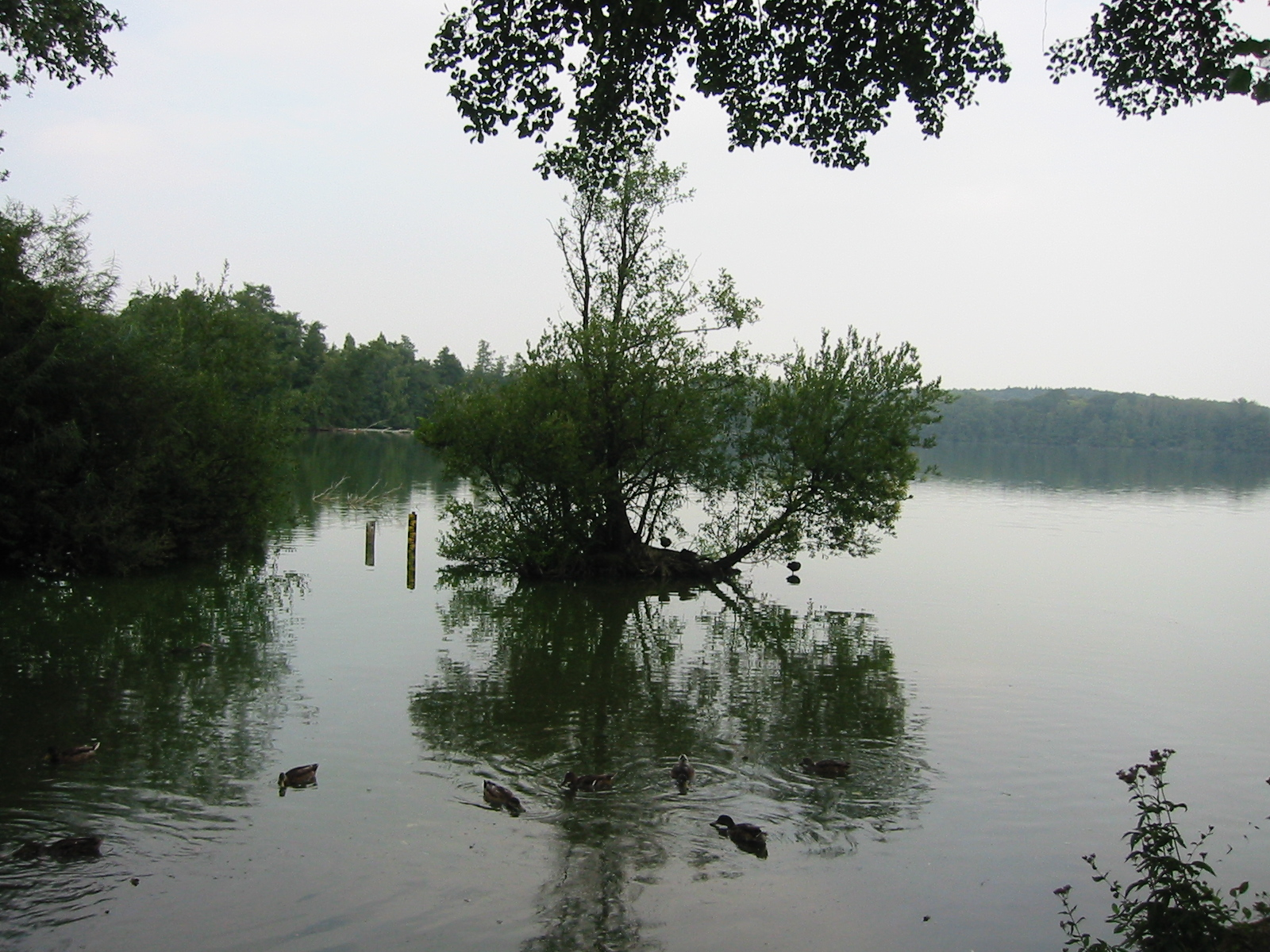
Enten am Uferrand des Glabbacher Bruch
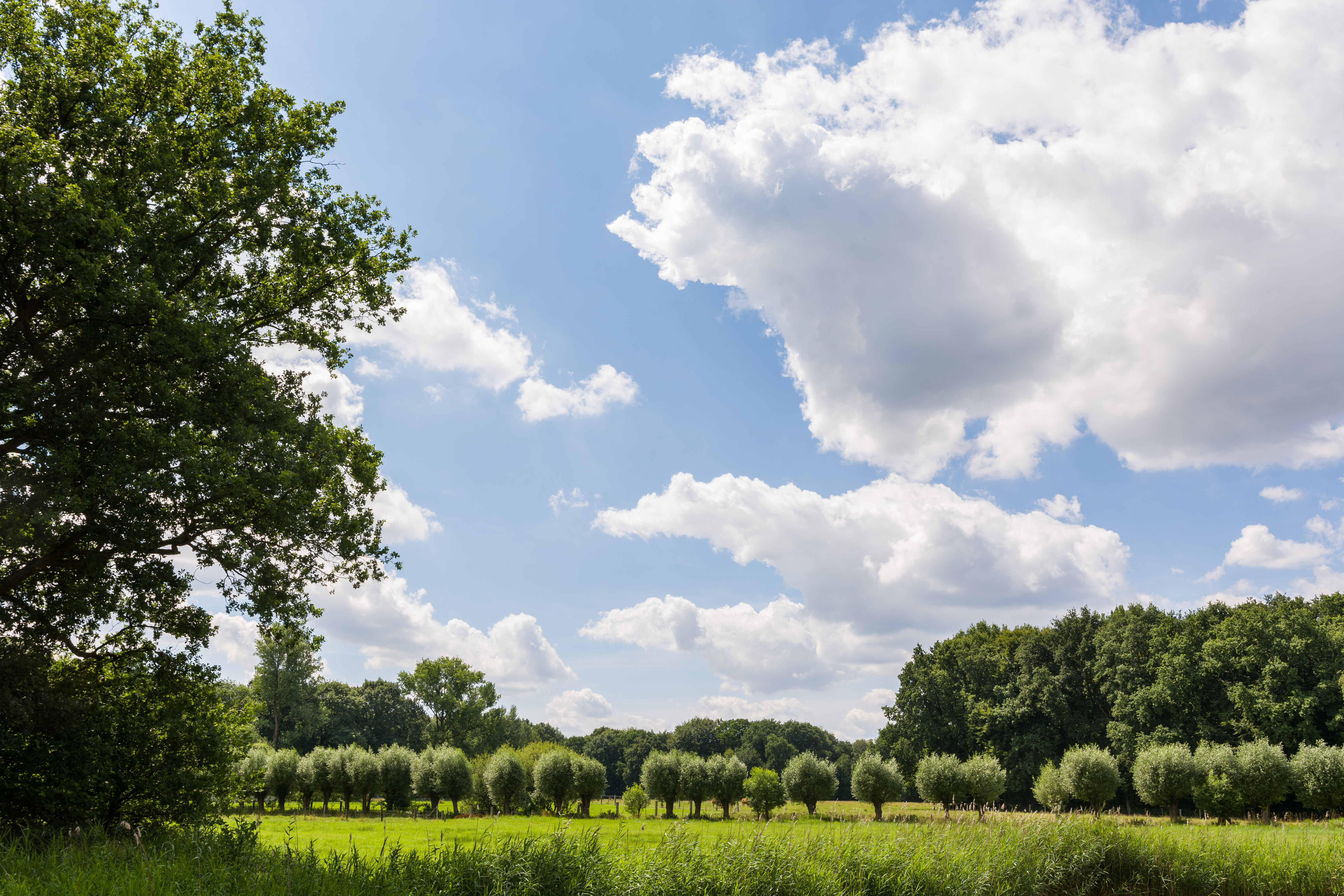
Leegheide im NSG Krickenbecker Seen gelegen